# Colasposoma hajeki
Colasposoma hajeki é uma espécie de escaravelho de folha endémico de Socotorá.  Foi descrito por Stefano Zoia em 2012. A espécie está nomeada após Jiří Hájek, que recolheu alguns dos materiais para estudar.